# ジグマンタス・バルチーティス
ジグマンタス・バルチーティス（Zigmantas Balčytis、1953年11月16日 - ）は、リトアニアの政治家。

## 経歴
2001年より運輸通信大臣を務め、2005年からは財務大臣を務めた。2006年、アルギルダス・ブラザウスカス首相（当時）の退任に伴い暫定で首相を務めたが、セイマス（国会）の承認を得られなかったため、ゲディミナス・キルキラスにその席を譲った。
2009年の欧州議会議員選挙により、欧州議会議員となった。
2014年、リトアニア大統領選挙にリトアニア社会民主党から立候補。第1回投票では2位につけるも、決選投票で現職のダレ・グリーバウスカイテに敗れる。
2017年から2021年までリトアニア社会民主労働党党員。
2021年10月19日、バルチーティスはリトアニア社会民主労働党を離党し、翌年結成された民主連合「リトアニアのために」に加わる。

## 家族
妻はセヴェリナ、1人の息子（ドナタス）と1人の娘（カミレ）がいる。